# 乌克兰共产党 (1918年)
參數所指定的目標頁面不存在，建議更正成存在頁面或直接建立下列一個頁面（建立前請先搜尋是否有合適的存在頁面可以取代）：
- 乌克兰共产党 (消歧义)

乌克兰共产党（烏克蘭語：Комуністична Партія України）是苏联共产党在乌克兰苏维埃社会主义共和国的分支。1918年3月，苏俄在《布列斯特条约》中被迫承认乌克兰独立。为此，乌克兰的布尔什维克于1918年7月17日在莫斯科建立乌克兰共产党（布尔什维克），主要创始人是老布尔什维克尼古拉·斯克里普尼克。1952年10月13日，该党改名为“乌克兰共产党”。八一九事件后的1991年8月26日，乌克兰当局禁止乌共活动。同月30日，乌克兰当局正式取缔乌共。最后一任领导人为斯坦尼斯拉夫·古连科。

## 历任书记、总书记、第一书记
1. 格奥尔基·皮亚塔科夫（1918年7月12日－9月9日，第一次）
2. 塞拉菲玛·格普内尔（1918年9月9日－1918年10月17日）
3. 埃马努伊尔·奎林（1918年10月23日－1919年3月1日，第一次）
4. 格奥尔基·皮亚塔科夫（1919年3月6日－5月30日，第二次）
5. 斯坦尼斯拉夫·科西奥尔（1919年5月30日－12月10日，第一次）
6. 拉斐尔·法布曼（1920年1月23日－3月17日）
7. 尼古拉·尼古拉耶夫（1920年3月23日－25日）
8. 斯坦尼斯拉夫·科西奥尔（1920年3月25日－11月23日，第二次）
9. 维亚切斯拉夫·莫洛托夫（1920年11月23日－1921年3月22日）
10. 菲利克斯·科恩（1921年3月22日－12月9日）
11. 德米特里·马努伊尔斯基（1921年12月15日－1923年4月4日）
12. 埃马努伊尔·奎林（1923年4月10日－1925年3月20日，第二次）
13. 拉扎尔·卡冈诺维奇（1925年4月7日－1928年7月14日）
14. 斯坦尼斯拉夫·科西奥尔（1928年7月14日－1938年1月27日，第三次）
15. 尼基塔·赫鲁晓夫（1938年1月27日－1947年3月3日，第一次）
16. 拉扎尔·卡冈诺维奇（1947年3月3日－12月26日，第二次）
17. 尼基塔·赫鲁晓夫（1947年12月26日－1949年12月16日，第二次）
18. 列昂尼德·梅利尼科夫（1949年12月16日－1953年6月4日）
19. 阿列克谢·基里琴科（1953年6月4日－1957年12月26日）
20. 尼古拉·波德戈尔内（1957年12月26日－1963年7月2日）
21. 彼得·谢列斯特（1963年7月2日－1972年5月25日）
22. 弗拉基米尔·谢尔比茨基（1972年5月25日－1989年9月28日）
23. 弗拉基米尔·伊瓦什科（1989年9月28日－1990年6月22日）
24. 斯坦尼斯拉夫·古连科（1990年6月22日－1991年9月1日）